# Robert Ziętarski
Robert Ziętarski (* 20. Juni 1993 in Malbork) ist ein polnischer Fußballspieler.

## Karriere

### Verein
Nach seinen Anfängen in der Jugendabteilung von Żuławy Nowy Dwór Gdański, Pomezania Malbork und Olivia Danzig wechselte er im Winter 2009 in die Jugendabteilung von Arka Gdynia. Im Winter 2010 wurde er in den Kader der zweiten Mannschaft aufgenommen. Im Sommer 2011 wurde er für eine Spielzeit an den Viertligisten MKP Kotwica Kołobrzeg ausgeliehen. Nachdem er nach seiner Rückkehr noch eine Saison in der zweiten Mannschaft von Arka in der 4. polnischen Liga verbracht hatte, wechselte er im Winter 2013 in die 2. polnische Liga zu Warta Posen. Nach drei Ligaeinsätzen wechselte er im Sommer 2013 zurück in die vierte Liga und er schloss sich Bałtyk Koszalin an. Im Sommer 2015 wechselte er in die 3. polnische Liga zu Nadwiślan Góra. Nach sieben Ligaspielen wechselte er bereits im Winter 2016 zurück in die 4. Liga zu Gwardia Koszalin. Dort blieb er eineinhalb Spielzeiten, bis er sich im Sommer 2017 Puszcza Niepołomice in der 2. Liga anschloss. Bereits im Winter 2018 wurde er für den Rest der Saison zu seinem ehemalige Verein Gwardia Koszalin in die 3. Liga ausgeliehen. Im Sommer 2018 wechselte er zu Olimpia Grudziądz in die 3. Liga. Im Sommer 2019 stieg er mit seinem Verein in die 2. Liga auf, aber am Ende der Saison auch wieder umgehend ab. Er wechselte daraufhin zum ebenfalls abgestiegenen Verein Chojniczanka Chojnice.
Im Sommer 2021 wechselte er nach Deutschland und er schloss sich dem Regionalligisten VfB Oldenburg an. Am Ende der Spielzeit 2021/22 gelang ihm mit seiner Mannschaft der Aufstieg in die 3. Liga, da er sich mit seinem Verein in den Aufstiegsspielen gegen den Meister der Regionalliga Nordost, BFC Dynamo, durchsetzte. Daraufhin verlängerte er seinen Vertrag in Oldenburg.

### Nationalmannschaft
Ziętarski kam im Jahr 2008 zu zwei Einsätzen in der U16-Nationalmannschaft des polnischen Fußballverbandes gegen die U16-Nationalmannschaft des estnischen Fußballverbandes.

## Erfolge
- Meister der Regionalliga Nord und Aufstieg in die 3. Liga: 2021/22